# 北部方面混成団
北部方面混成団（ほくぶほうめんこんせいだん、JGSDF Northern Army Combined Brigade）は、東千歳駐屯地に団本部が駐屯する陸上自衛隊北部方面隊直轄の混成団のひとつである。

## 概要
2011年（平成23年）4月に北部方面隊の基本教育部隊である北部方面教育連隊を母体として、第52普通科連隊（真駒内駐屯地）、第1陸曹教育隊（東千歳駐屯地）および第120教育大隊（真駒内駐屯地）をそれぞれ新編、冬季戦技教育隊（真駒内駐屯地）とともに隷下に編合して編成完結した。
これにより平時の基幹教育を一括し、有事発生時には第2師団、第7師団、第5旅団、第11旅団の常備自衛官のみによる部隊で即応体制をとり、即応予備自衛官は戦略予備として多様化する任務に対しより効率的な対応を取ることが出来るとしている。

## 沿革
- 2011年（平成23年）4月22日：北部方面混成団が東千歳駐屯地において編成完結。
- 2013年（平成25年）4月1日：第1陸曹教育隊共通教育中隊が生徒陸曹候補生課程の教育担任となる[注釈 1]。
- 2014年（平成26年）3月26日：第52普通科連隊に第4普通科中隊と重迫撃砲中隊を新編。
- 2020年（令和02年）3月26日：「陸上自衛隊の部隊の組織及び編成に関する訓令[3]」の改正[4]に伴い、団本部各科を改編（総務科を第1科、訓練科を第3科、管理科を第4科へそれぞれ改編するとともに第2科を新編）。

## 部隊編成
編成
- 北部方面混成団本部
  - 第1科
  - 第2科
  - 第3科
  - 第4科「北混団-本」
- 第52普通科連隊（即自訓練担当）
  - 第52普通科連隊本部（真駒内駐屯地）
  - 本部管理中隊「52普-本」（真駒内駐屯地）
  - 第1普通科中隊「52普-1」（真駒内駐屯地）：装甲車化中隊
  - 第2普通科中隊「52普-2」（旭川駐屯地）：高機動車化中隊
  - 第3普通科中隊「52普-3」（帯広駐屯地）：高機動車化中隊
  - 第4普通科中隊「52普-4」（真駒内駐屯地）：高機動車化中隊
  - 重迫撃砲中隊「52普-重」（真駒内駐屯地）
- 第1陸曹教育隊
  - 第1陸曹教育隊本部
    - 総務科
    - 訓練科
    - 管理科「1曹教-本」

  - 共通教育中隊「1曹教-共」
  - 普通科教育中隊「1曹教-普」
  - 特科教育中隊「1曹教-特」：99式自走155mmりゅう弾砲
  - 上級陸曹教育中隊「1曹教-上」（倶知安駐屯地）
  - 最先任上級曹長教育班
- 第120教育大隊
  - 第120教育大隊本部「120教-本」
  - 第342共通教育中隊「342共教」
  - 第343共通教育中隊「343共教」
- 陸上自衛隊冬季戦技教育隊

駐屯地
- 東千歳駐屯地
  - 混成団本部
  - 第1陸曹教育隊（隊本部、共通、普通科、特科教育中隊）
- 真駒内駐屯地
  - 第52普通科連隊（連隊本部、第1・4普通科中隊・重迫撃砲中隊）
  - 第120教育大隊
  - 陸上自衛隊冬季戦技教育隊
- 旭川駐屯地
  - 第52普通科連隊（第2普通科中隊）
- 帯広駐屯地
  - 第52普通科連隊（第3普通科中隊）
- 倶知安駐屯地
  - 第1陸曹教育隊（上級陸曹教育中隊）

## 主要幹部
| 官職名           | 階級    | 氏名     | 補職発令日     | 前職                             |
| ---------------- | ------- | -------- | -------------- | -------------------------------- |
| 北部方面混成団長 | 1等陸佐 | 平松良一 | 2023年12月01日 | 自衛隊福岡地方協力本部長         |
| 副団長           | 1等陸佐 | 荒巻謙   | 2025年08月01日 | 陸上自衛隊幹部候補生学校教育部長 |

| 代 | 氏名     | 在職期間                        | 出身校・期 | 前職                               | 後職                                 |
| -- | -------- | ------------------------------- | ---------- | ---------------------------------- | ------------------------------------ |
| 01 | 渡邊金三 | 2011年04月22日 - 2012年07月25日 | 防大26期   | 東部方面総監部情報部長             | 西部方面特科隊長 兼 湯布院駐屯地司令 |
| 02 | 末安雅之 | 2012年07月26日 - 2014年12月19日 | 防大25期   | 自衛隊大分地方協力本部長           | 退職（陸将補昇任）                   |
| 03 | 菅野茂   | 2014年12月19日 - 2016年08月01日 | 防大27期   | 第15旅団副旅団長 兼 那覇駐屯地司令 | 退職（陸将補昇任）                   |
| 04 | 井上一   | 2016年08月01日 - 2018年07月31日 | 防大30期   | 中央即応集団司令部幕僚副長         | 退職（陸将補昇任）                   |
| 05 | 伊﨑義彦 | 2018年08月01日 - 2020年03月17日 | 防大31期   | 第15旅団副旅団長 兼 那覇駐屯地司令 | 中央情報隊副隊長                     |
| 06 | 岡本浩   | 2020年03月18日 - 2022年03月15日 | 防大31期   | 東北方面特科隊長                   | 退職（陸将補昇任）                   |
| 07 | 阿部洋一 | 2022年03月16日 - 2023年11月30日 | 防大34期   | 陸上自衛隊富士学校総務部長         | 第12旅団副旅団長 兼 相馬原駐屯地司令 |
| 08 | 平松良一 | 2023年12月01日 -                | 防大35期   | 自衛隊福岡地方協力本部長           |                                      |

## ギャラリー

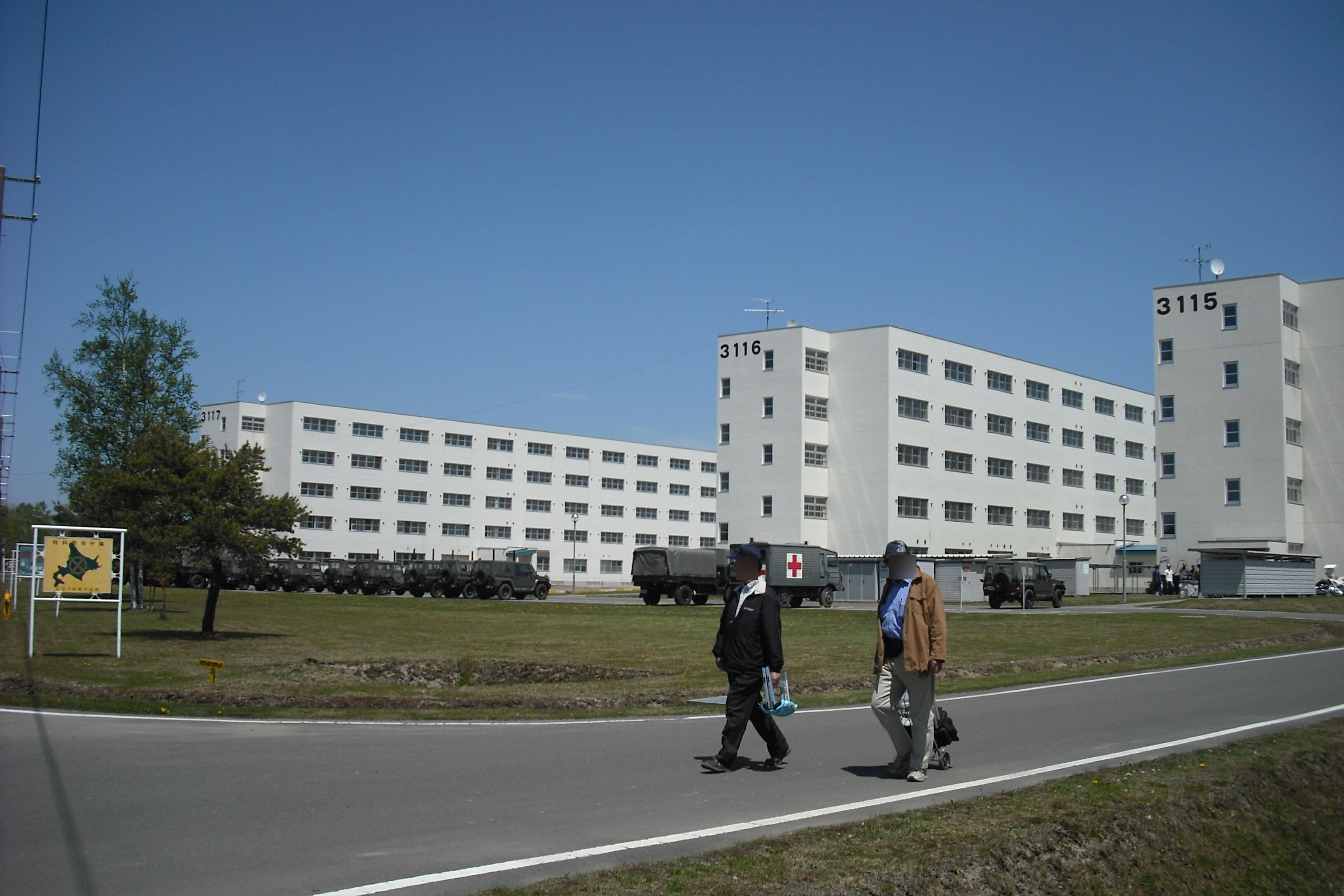
隷下部隊等の隊舎および教官・助教・学生の生活隊舎。
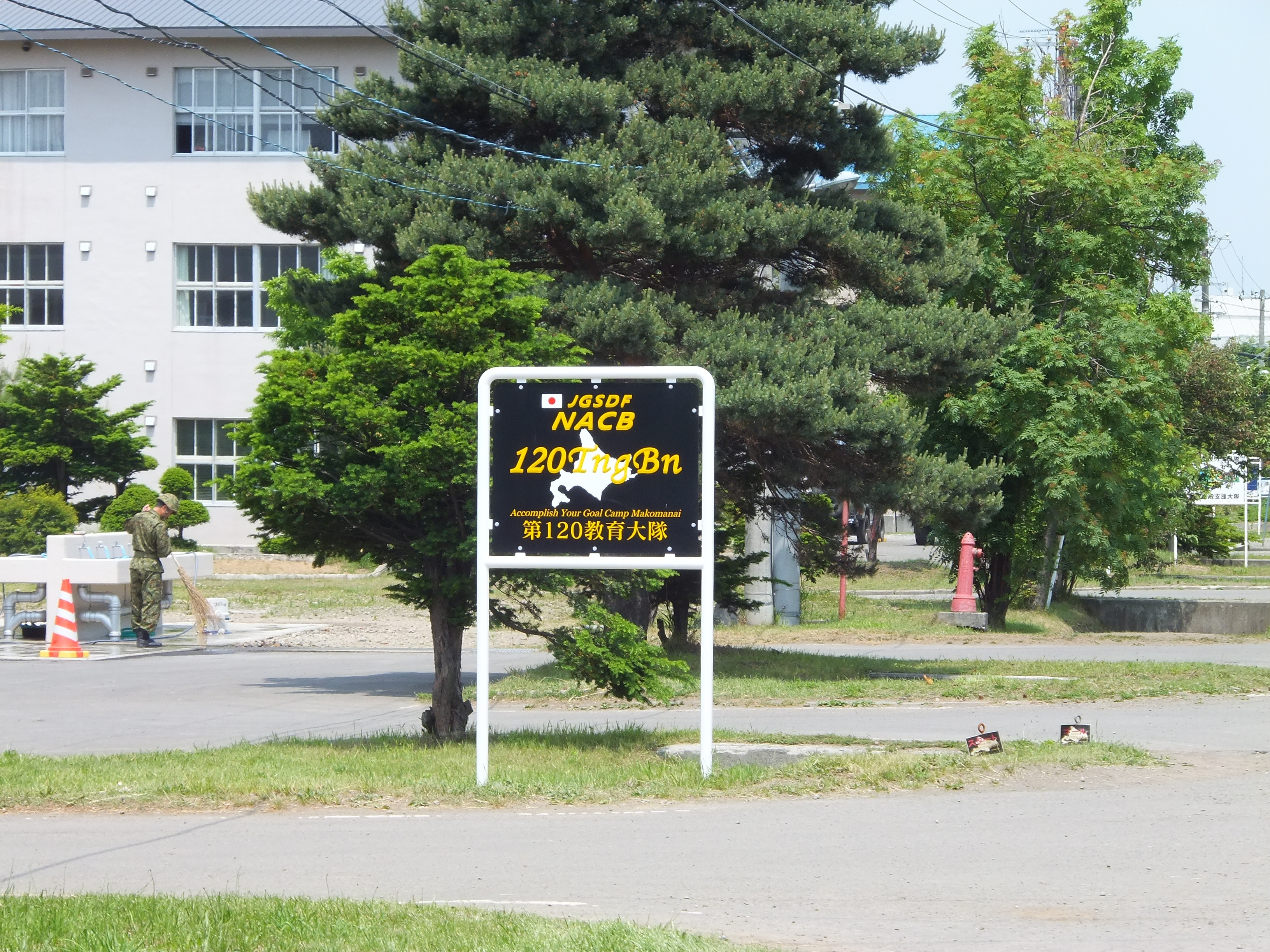
第120教育大隊の看板、真駒内駐屯地にてかつての第3教育連隊の流れを受け継いで新編した教育大隊